# Seznam prezidentů Spojených států amerických

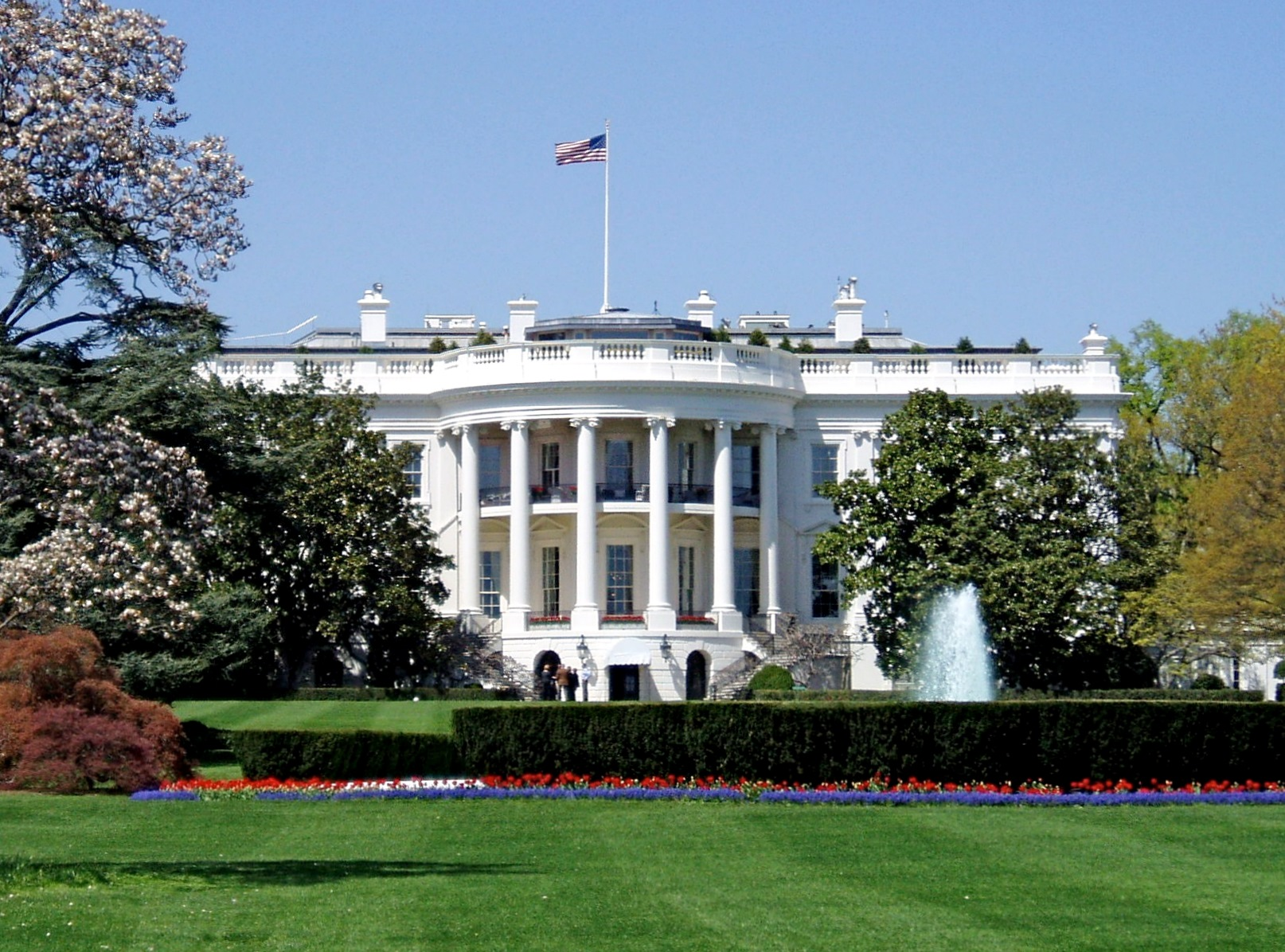
Bílý dům, sídlo prezidenta Spojených států amerických

Vlajka prezidenta USA
Poměr stran: 2:3

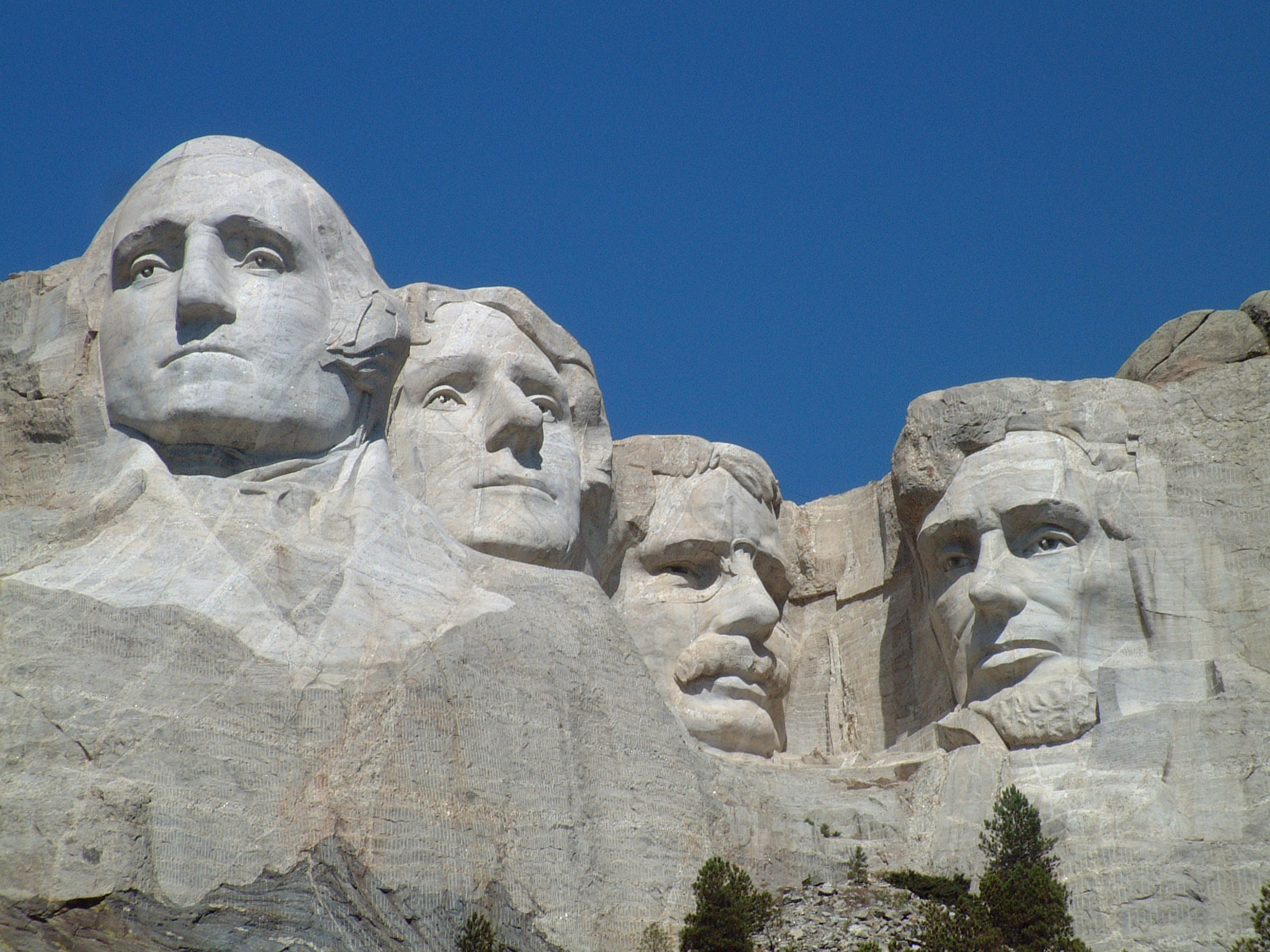
Národní památník Mount Rushmore s vyobrazením čtyř prezidentů: George Washingtona, Thomase Jeffersona, Theodora Roosevelta a Abrahama Lincolna

Prezident Spojených států amerických (anglicky President of the United States of America) je hlavou státu a hlavou vlády Spojených států. Jako šéf výkonné moci (exekutivy), jedné ze tří složek federální vlády, je prezidentský úřad nejvyšší politickou funkcí ve Spojených státech. Prezident je rovněž vrchním velitelem amerických ozbrojených sil. Je volen nepřímo (nepřímo z volby voličů – občanů Spojených států) na čtyřleté funkční období (přímo volícími členy sboru volitelů) sborem volitelů (Electoral College). Od roku 1951, kdy byl ratifikován 22. dodatek ústavy, nesmí být nikdo do úřadu prezidenta zvolen více než dvakrát. Již dříve existovalo nepsané pravidlo, že by jeden člověk měl být prezidentem maximálně dvakrát, začal s ním sám George Washington, když odmítl kandidovat potřetí. Dodatek byl zaveden poté, co toto nepsané pravidlo Franklin Delano Roosevelt porušil a nechal se zvolit celkem čtyřikrát, byť krátce po začátku svého čtvrtého období zemřel na následky krvácení do mozku.
Tento seznam zahrnuje pouze osoby, které složily prezidentskou přísahu v době po ratifikaci americké ústavy, která vešla v platnost roku 1789 – tedy neobsahuje prezidenty kontinentálního kongresu (Presidents of the Continental Congress). Seznam rovněž nezahrnuje osoby ve funkci úřadujícího prezidenta (Acting President).
Ze 45 osob, které zastávaly prezidentský úřad, čtyři zemřely v průběhu mandátu přirozenou smrtí, jedna odstoupila a čtyři byly zavražděny. Prvním prezidentem byl George Washington, který byl inaugurován roku 1789 poté, co byl jednomyslně zvolen sborem volitelů. Nejkratší dobu v prezidentském úřadu – 31 dnů – strávil William Henry Harrison. Naopak nejdéle sloužil Franklin D. Roosevelt, který byl zvolen po čtyři volební období a v úřadu strávil dvanáct let. Byl také jediným prezidentem, který vládl více než dvě volební období. Současným americkým prezidentem je od roku 2025 Donald Trump. Protože Grover Cleveland byl zvolen dvakrát ve dvou nesouvisejících obdobích, počítá se jako 22. i 24. prezident USA, obdobně je Trump 45. a 47. prezidentem USA a zároveň 44. osobou, která zastává tento úřad (Joe Biden, který byl 46. prezidentem, byl v pořadí 45. osobou zastávající tento úřad).

## Prezidenti
| #  | Obrázek               | Prezident                           | Nastoupil do úřadu | Opustil úřad       | Strana                                                         | Viceprezident          | Funkční období |
| -- | --------------------- | ----------------------------------- | ------------------ | ------------------ | -------------------------------------------------------------- | ---------------------- | -------------- |
| 1  |                       | George Washington (1732–1799)       | 30. dubna 1789     | 4. března 1797     | nestraník                                                      | John Adams             | 1              |
| 1  | 2                     | George Washington (1732–1799)       | 30. dubna 1789     | 4. března 1797     | nestraník                                                      | John Adams             |                |
| 2  |                       | John Adams (1735–1826)              | 4. března 1797     | 4. března 1801     | Federalistická strana                                          | Thomas Jefferson       | 3              |
| 3  |                       | Thomas Jefferson (1743–1826)        | 4. března 1801     | 4. března 1809     | Demokraticko-republikánská strana                              | Aaron Burr             | 4              |
| 3  | George Clinton        | Thomas Jefferson (1743–1826)        | 4. března 1801     | 4. března 1809     | Demokraticko-republikánská strana                              | 5                      |                |
| 4  |                       | James Madison (1751–1836)           | 4. března 1809     | 4. března 1817     | Demokraticko-republikánská strana                              | George Clinton         | 6              |
| 4  | neobsazeno            | James Madison (1751–1836)           | 4. března 1809     | 4. března 1817     | Demokraticko-republikánská strana                              |                        | 6              |
| 4  | Elbridge Gerry        | James Madison (1751–1836)           | 4. března 1809     | 4. března 1817     | Demokraticko-republikánská strana                              | 7                      |                |
| 4  | neobsazeno            | James Madison (1751–1836)           | 4. března 1809     | 4. března 1817     | Demokraticko-republikánská strana                              | 7                      |                |
| 5  |                       | James Monroe (1758–1831)            | 4. března 1817     | 4. března 1825     | Demokraticko-republikánská strana                              | Daniel D. Tompkins     | 8              |
| 5  | 9                     | James Monroe (1758–1831)            | 4. března 1817     | 4. března 1825     | Demokraticko-republikánská strana                              | Daniel D. Tompkins     |                |
| 6  |                       | John Quincy Adams (1767–1848)       | 4. března 1825     | 4. března 1829     | Demokraticko-republikánská strana Národně republikánská strana | John C. Calhoun        | 10             |
| 7  |                       | Andrew Jackson (1767–1845)          | 4. března 1829     | 4. března 1837     | Demokratická strana                                            | John C. Calhoun        | 11             |
| 7  | neobsazeno            | Andrew Jackson (1767–1845)          | 4. března 1829     | 4. března 1837     | Demokratická strana                                            |                        | 11             |
| 7  | Martin Van Buren      | Andrew Jackson (1767–1845)          | 4. března 1829     | 4. března 1837     | Demokratická strana                                            | 12                     |                |
| 8  |                       | Martin Van Buren (1782–1862)        | 4. března 1837     | 4. března 1841     | Demokratická strana                                            | Richard Mentor Johnson | 13             |
| 9  |                       | William Henry Harrison (1773–1841)  | 4. března 1841     | 4. dubna 1841      | Strana Whigů                                                   | John Tyler             | 14             |
| 10 |                       | John Tyler (1790–1862)              | 4. dubna 1841      | 4. března 1845     | Strana Whigů nestraník                                         | neobsazeno             | 14             |
| 11 |                       | James K. Polk (1795–1849)           | 4. března 1845     | 4. března 1849     | Demokratická strana                                            | George M. Dallas       | 15             |
| 12 |                       | Zachary Taylor (1784–1850)          | 4. března 1849     | 9. července 1850   | Strana Whigů                                                   | Millard Fillmore       | 16             |
| 13 |                       | Millard Fillmore (1800–1874)        | 9. července 1850   | 4. března 1853     | Strana Whigů                                                   | neobsazeno             | 16             |
| 14 |                       | Franklin Pierce (1804–1869)         | 4. března 1853     | 4. března 1857     | Demokratická strana                                            | William R. King        | 17             |
| 14 | neobsazeno            | Franklin Pierce (1804–1869)         | 4. března 1853     | 4. března 1857     | Demokratická strana                                            |                        | 17             |
| 15 |                       | James Buchanan (1791–1868)          | 4. března 1857     | 4. března 1861     | Demokratická strana                                            | John C. Breckinridge   | 18             |
| 16 |                       | Abraham Lincoln (1809–1865)         | 4. března 1861     | 15. dubna 1865     | Republikánská strana Strana národní unie                       | Hannibal Hamlin        | 19             |
| 16 | Andrew Johnson        | Abraham Lincoln (1809–1865)         | 4. března 1861     | 15. dubna 1865     | Republikánská strana Strana národní unie                       | 20                     |                |
| 17 |                       | Andrew Johnson (1808–1875)          | 15. dubna 1865     | 4. března 1869     | Demokratická strana Strana národní unie                        | 20                     | neobsazeno     |
| 18 |                       | Ulysses S. Grant (1822–1885)        | 4. března 1869     | 4. března 1877     | Republikánská strana                                           | Schuyler Colfax        | 21             |
| 18 | Henry Wilson          | Ulysses S. Grant (1822–1885)        | 4. března 1869     | 4. března 1877     | Republikánská strana                                           | 22                     |                |
| 18 | neobsazeno            | Ulysses S. Grant (1822–1885)        | 4. března 1869     | 4. března 1877     | Republikánská strana                                           | 22                     |                |
| 19 |                       | Rutherford B. Hayes (1822–1893)     | 4. března 1877     | 4. března 1881     | Republikánská strana                                           | William A. Wheeler     | 23             |
| 20 |                       | James A. Garfield (1831–1881)       | 4. března 1881     | 19. září 1881      | Republikánská strana                                           | Chester A. Arthur      | 24             |
| 21 |                       | Chester Alan Arthur (1829–1886)     | 19. září 1881      | 4. března 1885     | Republikánská strana                                           | neobsazeno             | 24             |
| 22 |                       | Grover Cleveland (1837–1908)        | 4. března 1885     | 4. března 1889     | Demokratická strana                                            | Thomas A. Hendricks    | 25             |
| 22 | neobsazeno            | Grover Cleveland (1837–1908)        | 4. března 1885     | 4. března 1889     | Demokratická strana                                            |                        | 25             |
| 23 |                       | Benjamin Harrison (1833–1901)       | 4. března 1889     | 4. března 1893     | Republikánská strana                                           | Levi P. Morton         | 26             |
| 24 |                       | Grover Cleveland (1837–1908)        | 4. března 1893     | 4. března 1897     | Demokratická strana                                            | Adlai E. Stevenson     | 27             |
| 25 |                       | William McKinley (1843–1901)        | 4. března 1897     | 14. září 1901      | Republikánská strana                                           | Garret Hobart          | 28             |
| 25 | neobsazeno            | William McKinley (1843–1901)        | 4. března 1897     | 14. září 1901      | Republikánská strana                                           |                        | 28             |
| 25 | Theodore Roosevelt    | William McKinley (1843–1901)        | 4. března 1897     | 14. září 1901      | Republikánská strana                                           | 29                     |                |
| 26 |                       | Theodore Roosevelt (1858–1919)      | 14. září 1901      | 4. března 1909     | Republikánská strana                                           | 29                     | neobsazeno     |
| 26 | Charles W. Fairbanks  | Theodore Roosevelt (1858–1919)      | 14. září 1901      | 4. března 1909     | Republikánská strana                                           | 30                     |                |
| 27 |                       | William Howard Taft (1857–1930)     | 4. března 1909     | 4. března 1913     | Republikánská strana                                           | James S. Sherman       | 31             |
| 27 | neobsazeno            | William Howard Taft (1857–1930)     | 4. března 1909     | 4. března 1913     | Republikánská strana                                           |                        | 31             |
| 28 |                       | Woodrow Wilson (1856–1924)          | 4. března 1913     | 4. března 1921     | Demokratická strana                                            | Thomas Riley Marshall  | 32             |
| 28 | 33                    | Woodrow Wilson (1856–1924)          | 4. března 1913     | 4. března 1921     | Demokratická strana                                            | Thomas Riley Marshall  |                |
| 29 |                       | Warren G. Harding (1865–1923)       | 4. března 1921     | 2. srpna 1923      | Republikánská strana                                           | Calvin Coolidge        | 34             |
| 30 |                       | Calvin Coolidge (1872–1933)         | 2. srpna 1923      | 4. března 1929     | Republikánská strana                                           | neobsazeno             | 34             |
| 30 | Charles Gates Dawes   | Calvin Coolidge (1872–1933)         | 2. srpna 1923      | 4. března 1929     | Republikánská strana                                           | 35                     |                |
| 31 |                       | Herbert Hoover (1874–1964)          | 4. března 1929     | 4. března 1933     | Republikánská strana                                           | Charles Curtis         | 36             |
| 32 |                       | Franklin D. Roosevelt (1882–1945)   | 4. března 1933     | 12. dubna 1945     | Demokratická strana                                            | John Nance Garner      | 37             |
| 32 | 38                    | Franklin D. Roosevelt (1882–1945)   | 4. března 1933     | 12. dubna 1945     | Demokratická strana                                            | John Nance Garner      |                |
| 32 | Henry A. Wallace      | Franklin D. Roosevelt (1882–1945)   | 4. března 1933     | 12. dubna 1945     | Demokratická strana                                            | 39                     |                |
| 32 | Harry S. Truman       | Franklin D. Roosevelt (1882–1945)   | 4. března 1933     | 12. dubna 1945     | Demokratická strana                                            | 40                     |                |
| 33 |                       | Harry S. Truman (1884–1972)         | 12. dubna 1945     | 20. ledna 1953     | Demokratická strana                                            | 40                     | neobsazeno     |
| 33 | Alben William Barkley | Harry S. Truman (1884–1972)         | 12. dubna 1945     | 20. ledna 1953     | Demokratická strana                                            | 41                     |                |
| 34 |                       | Dwight D. Eisenhower (1890–1969)    | 20. ledna 1953     | 20. ledna 1961     | Republikánská strana                                           | Richard Nixon          | 42             |
| 34 | 43                    | Dwight D. Eisenhower (1890–1969)    | 20. ledna 1953     | 20. ledna 1961     | Republikánská strana                                           | Richard Nixon          |                |
| 35 |                       | John Fitzgerald Kennedy (1917–1963) | 20. ledna 1961     | 22. listopadu 1963 | Demokratická strana                                            | Lyndon B. Johnson      | 44             |
| 36 |                       | Lyndon B. Johnson (1908–1973)       | 22. listopadu 1963 | 20. ledna 1969     | Demokratická strana                                            | neobsazeno             | 44             |
| 36 | Hubert Humphrey       | Lyndon B. Johnson (1908–1973)       | 22. listopadu 1963 | 20. ledna 1969     | Demokratická strana                                            | 45                     |                |
| 37 |                       | Richard Nixon (1913–1994)           | 20. ledna 1969     | 9. srpna 1974      | Republikánská strana                                           | Spiro Agnew            | 46             |
| 37 | 47                    | Richard Nixon (1913–1994)           | 20. ledna 1969     | 9. srpna 1974      | Republikánská strana                                           | Spiro Agnew            |                |
| 37 | neobsazeno            | Richard Nixon (1913–1994)           | 20. ledna 1969     | 9. srpna 1974      | Republikánská strana                                           |                        |                |
| 37 | Gerald Ford           | Richard Nixon (1913–1994)           | 20. ledna 1969     | 9. srpna 1974      | Republikánská strana                                           |                        |                |
| 38 |                       | Gerald Ford (1913–2006)             | 9. srpna 1974      | 20. ledna 1977     | Republikánská strana                                           | neobsazeno             |                |
| 38 | Nelson Rockefeller    | Gerald Ford (1913–2006)             | 9. srpna 1974      | 20. ledna 1977     | Republikánská strana                                           |                        |                |
| 39 |                       | Jimmy Carter (1924–2024)            | 20. ledna 1977     | 20. ledna 1981     | Demokratická strana                                            | Walter Mondale         | 48             |
| 40 |                       | Ronald Reagan (1911–2004)           | 20. ledna 1981     | 20. ledna 1989     | Republikánská strana                                           | George H. W. Bush      | 49             |
| 40 | 50                    | Ronald Reagan (1911–2004)           | 20. ledna 1981     | 20. ledna 1989     | Republikánská strana                                           | George H. W. Bush      |                |
| 41 |                       | George H. W. Bush (1924–2018)       | 20. ledna 1989     | 20. ledna 1993     | Republikánská strana                                           | Dan Quayle             | 51             |
| 42 |                       | Bill Clinton (* 1946)               | 20. ledna 1993     | 20. ledna 2001     | Demokratická strana                                            | Al Gore                | 52             |
| 42 | 53                    | Bill Clinton (* 1946)               | 20. ledna 1993     | 20. ledna 2001     | Demokratická strana                                            | Al Gore                |                |
| 43 |                       | George W. Bush (* 1946)             | 20. ledna 2001     | 20. ledna 2009     | Republikánská strana                                           | Dick Cheney            | 54             |
| 43 | 55                    | George W. Bush (* 1946)             | 20. ledna 2001     | 20. ledna 2009     | Republikánská strana                                           | Dick Cheney            |                |
| 44 |                       | Barack Obama (* 1961)               | 20. ledna 2009     | 20. ledna 2017     | Demokratická strana                                            | Joe Biden              | 56             |
| 44 | 57                    | Barack Obama (* 1961)               | 20. ledna 2009     | 20. ledna 2017     | Demokratická strana                                            | Joe Biden              |                |
| 45 |                       | Donald Trump (* 1946)               | 20. ledna 2017     | 20. ledna 2021     | Republikánská strana                                           | Mike Pence             | 58             |
| 46 |                       | Joe Biden (* 1942)                  | 20. ledna 2021     | 20. ledna 2025     | Demokratická strana                                            | Kamala Harrisová       | 59             |
| 47 |                       | Donald Trump (* 1946)               | 20. ledna 2025     | úřadující          | Republikánská strana                                           | J. D. Vance            | 60             |

## Dosud žijící prezidenti
K datu 04. srpna 2025 žijí čtyři bývalí prezidenti.

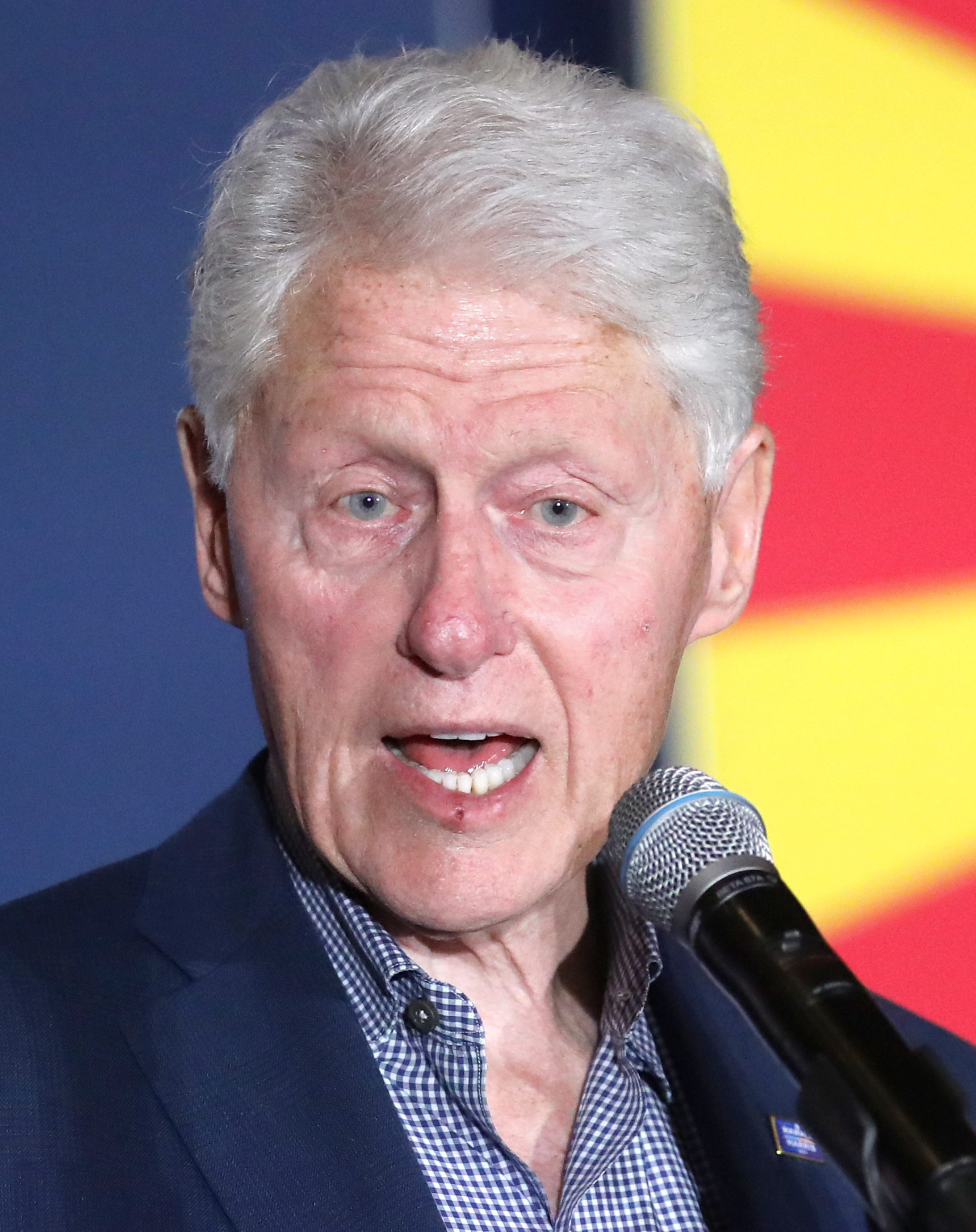
Bill Clinton, v úřadu 1993–2001, narozen 19. srpna 1946
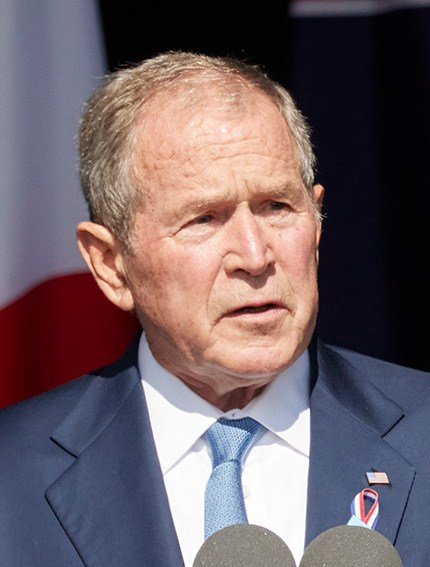
George W. Bush, v úřadu 2001–2009, narozen 6. července 1946
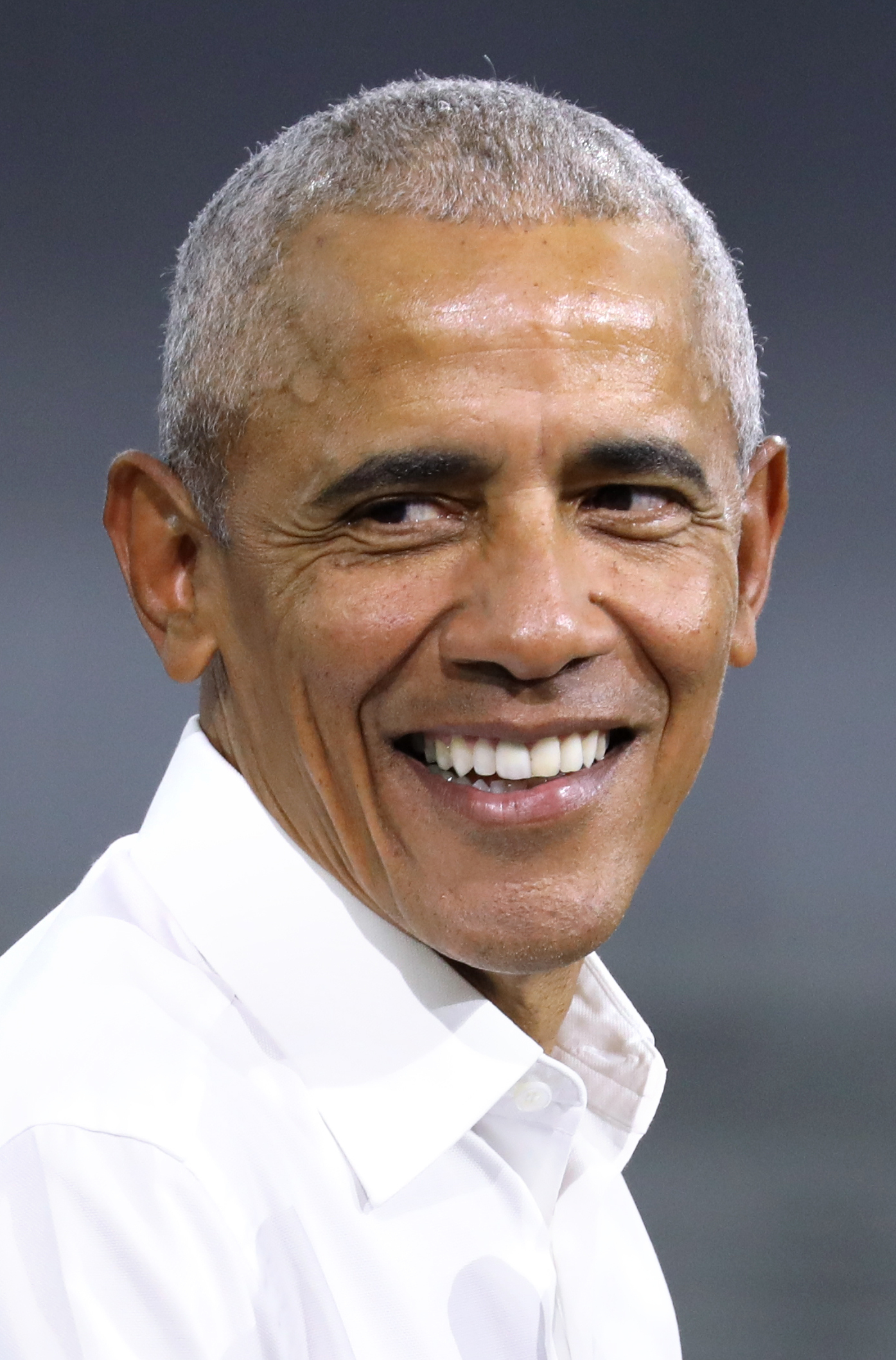
Barack Obama, v úřadu 2009–2017, narozen 4. srpna 1961
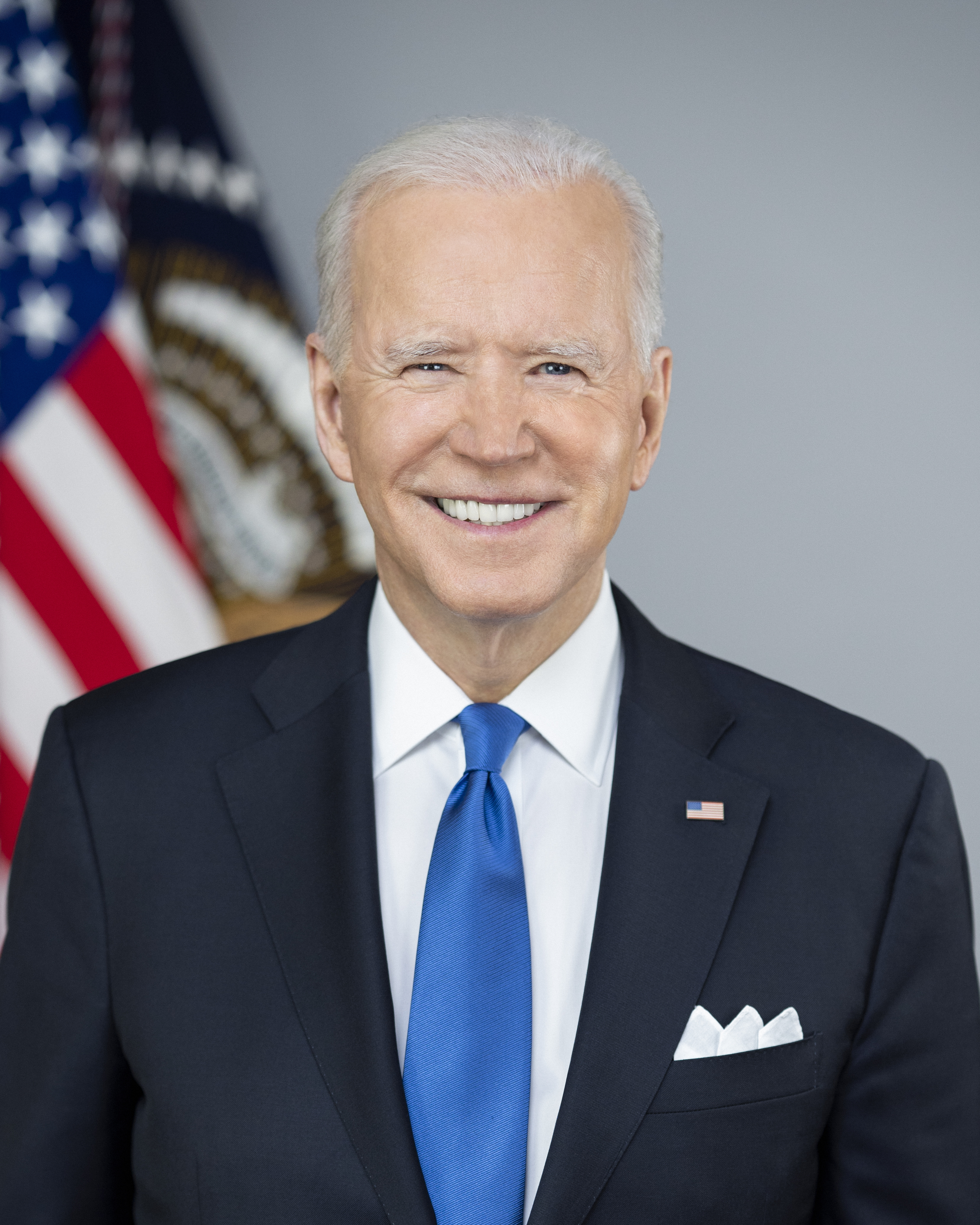
Joe Biden, v úřadu 2021–2025, narozen 20. listopadu 1942